# Zero Gravity Corporation
Zero Gravity Corporation (nota anche come ZERO-G) è una società statunitense con sede a Dumfries, Virginia, che opera voli a gravità ridotta dagli aeroporti degli Stati Uniti. A differenza della NASA, ZERO-G è regolato dalla Parte 121 dei regolamenti FAA (come tutte le compagnie aeree commerciali statunitensi per passeggeri e merci), consentendo alla compagnia di soddisfare sia i turisti che i ricercatori.

## Storia
Fondata dall'imprenditore Peter Diamandis, dall'astronauta Byron K. Lichtenberg e dall'ingegnere della NASA Ray Cronise, la compagnia opera voli in assenza di peso dal 2004. Oltre 15 000 clienti a novembre 2017. Un certo numero di passeggeri importanti sono stati sui loro voli, tra cui Penn Jillette e Teller, Martha Stewart, Burt Rutan, Buzz Aldrin, Casey Neistat, John Carmack e Tony Hawk. Anche il fisico teorico Stephen Hawking ha completato un volo abbreviato il 26 aprile 2007.
Nell'aprile 2006, ZERO-G è diventata la prima azienda commerciale ad ottenere il permesso dal Kennedy Space Center di utilizzare la sua pista dello space shuttle e le strutture di atterraggio. Il 21 aprile 2007, ha iniziato i voli regolari da Las Vegas per il pubblico in generale al prezzo del biglietto di $3 675. Good Morning America ha trasmesso un filmato promozionale con il meteorologo dello show Sam Champion durante un volo in anteprima in Ohio. Il 9 dicembre 2007, Zero G ha ospitato Adam Savage e Jamie Hyneman di MythBusters per smentire la teoria del complotto secondo cui lo sbarco sulla Luna dell'Apollo era una bufala.
Nel marzo 2008, la società è stata acquisita da Space Adventures.
Il 20 aprile 2011 è stata concessa un'approvazione di sicurezza a ZERO-G dalla FAA che consente alla società di "...offrire voli parabolici a gravità ridotta a potenziali operatori di lancio suborbitale per soddisfare i componenti applicabili della qualificazione dell'equipaggio e dei requisiti di formazione delineati nel Code of Federal Regulations (14 CFR, sezione 460.5)".

## Esperienza di volo
A marzo 2018, il prezzo di un volo per un singolo passeggero è di 6.700 USD più tasse. L'esclusiva Weightless Weddings Experience è inclusa nella lista dei servizi. Noah ed Erin Fulmor furono la prima coppia a sposarsi in assenza di gravità.
I clienti sono sottoposti a una breve sessione di addestramento prima di imbarcarsi. Un volo dura dai 90 ai 100 minuti e consiste di quindici parabole, ciascuna delle quali simula circa 30 secondi di gravità ridotta: uno che simula la gravità marziana (un terzo di quella terrestre), due che simulano la gravità lunare (un sesto di quella terrestre) e 12 che simulano l'assenza di gravità. Ogni parabola inizia con l'aereo che sale con un angolo di 45 gradi a circa 23 000 piedi (7 000 m), raggiunge i 32 000 piedi (9 800 m) e termina con l'aereo puntato verso il basso con un angolo di 30 gradi.

## Flotta
A dicembre 2022 la flotta di Zero Gravity Corporation è così composta:

## Programmi di ricerca ZERO-G
Il programma di ricerca Weightless Lab di ZERO-G fornisce un accesso senza precedenti agli ambienti spaziali in modo che i clienti possano ottenere progressi tecnologici nella ricerca biomedica e farmaceutica, nella fisica dei fluidi e fondamentale, nella scienza dei materiali, nell'ingegneria aerospaziale, nell'hardware di esplorazione spaziale e nell'abitazione spaziale umana, a un prezzo che si adatta qualsiasi budget.
I clienti del passato, come Ball Aerospace & Technologies Corporation, California Institute of Technology, Università di Harvard, Jet Propulsion Laboratory, Mayo Clinic, Purdue University e Tethers Unlimited, hanno riferito che il volo parabolico è un primo passo fondamentale verso il raggiungimento dei loro obiettivi di ricerca spaziale e il miglioramento testare i livelli di preparazione per garantire meglio il successo degli esperimenti.

## Voli di ricerca per la NASA
La NASA ha un contratto di servizi di microgravità con ZERO-G, che ha fornito i primi voli in base a questo contratto il 9 e 10 settembre 2008. Il tempo di volo da Ellington Field vicino al Johnson Space Center è stato fornito per la FASTRACK Space Experiment Platform. I voli sono stati finanziati dallo Strategic Capabilities and Assets Program della NASA.